# سيسينيو
سيسيرو جواو دي سيزاري (بالبرتغالية: Cicinho‏) المعروف بـسيسينيو أو سيسينهو، من مواليد 24 يونيو 1980، في بارادوبلس في ساو باولو، لاعب كرة قدم برازيلي، يلعب في مركز الظهير الأيمن، لاعب نادي سيفاسبور التركي.
بدأ سيسينهو مسيرته مع كرة القدم في نادي بوتافوغو ريغاتاس في موسم 1999/2000، ولعب معهم 27 مباراة وسجل 3 أهداف، وفي عام 2001 إنضم إلى نادي أتلتيكو مينيرو ولعب معهم 62 مباراة وسجل 8 أهداف، وفي موسم 2004/2005 إنضم إلى نادي ساو باولو البرازيلي، ولعب معهم 90 مباراة وسجل 18 هدف، وفي يناير من عام 2006 إنضم إلى نادي ريال مدريد الإسباني ولعب لهم لغاية 2007 ثم انتقل إلى نادي روما الإيطالي ولعب لهم لغاية 2012 حيث أعير خلال هذه الفترة مرتيّن الأولى لنادي ساو باولو في 2010 والأخرى لنادي فياريال في 2011، وفي موسم 2012/2013 إنتقل إلى نادي سبورت ريسيفه البرازيلي وفي 2013 انتقل إلى تركيا ليلعب لنادي سيفاسبور التركي.
و لعب سيسينهو مع منتخب البرازيل لكرة القدم في كأس القارات 2005 التي فاز فيها منتخب البرازيل لكرة القدم، وكان أحد أعضاء منتخب البرازيل لكرة القدم المشارك في كأس العالم لكرة القدم 2006.

## روابط خارجية
- سيسينيو على موقع الاتحاد الدولي (مؤرشف)  (الإنجليزية)
- سيسينيو على موقع اتحاد تركيا (لاعب) (الإنجليزية)
- سيسينيو على موقع قاعدة بيانات كرة القدم.إي يو (الإنجليزية)
- سيسينيو على موقع ليكيب (الفرنسية)
- سيسينيو على موقع ناشيونال فوتبول تيمز (الإنجليزية)
- سيسينيو على موقع Soccerway.com (الإنجليزية)
- سيسينيو على موقع عالم كرة القدم.نت (الإنجليزية)
- سيسينيو على موقع كووورة